# 瓦陶
瓦陶（德語：Wartau）是瑞士聖加侖州的一个市镇，位於該國東北部，面積41.73平方公里，海拔高度468米，截至2018年12月31日总人口为5,297人。

## 外部連結
- Official website （德文）